# Waking Up the Neighbours
Waking Up the Neighbours là album phòng thu thứ sáu của nghệ sĩ thu âm người Canada Bryan Adams, phát hành ngày 24 tháng 9 năm 1991 bởi A&M Records. Quá trình thực hiện album được diễn ra từ tháng 3 năm 1990 đến tháng 6 năm 1991, trong đó Adams cộng tác với Robert John "Mutt" Lange, người từng hợp tác với nhiều nghệ sĩ như AC/DC, Foreigner, và Def Leppard. Ngoài ra, nó còn có sự tham gia hỗ trợ viết lời từ Michael Kamen, Jim Vallance và Victoria Russell.
Sau khi phát hành, Waking Up the Neighbours nhận được những phản ứng tích cực từ các nhà phê bình âm nhạc, và nhận được hai đề cử giải thưởng Juno cho Album của năm và Album quốc tế của năm, và chiến thắng giải sau. Nó cũng gặt hái những thành công vượt trội về mặt thương mại, đứng đầu các bảng xếp hạng ở Úc, Áo, Canada, Phần Lan, Đức, Na Uy, Thụy Điển, Thụy Sĩ và Vương quốc Anh, và lọt vào top 10 ở nhiều quốc gia khác. Tại Hoa Kỳ, album đạt vị trí thứ sáu trên bảng xếp hạng Billboard 200 và được chứng nhận bốn đĩa Bạch kim từ Hiệp hội Công nghiệp ghi âm Mỹ, công nhận bốn triệu bản đã được tiêu thụ tại đây. Tính đến nay, Waking Up the Neighbours đã bán được hơn 16 triệu bản trên toàn cầu. Tuy nhiên, nó đã vấp phải một số tranh cãi với hệ thống Canadian Content trong việc phát sóng những bài hát từ album của một nghệ sĩ người Canada trên sóng phát hành tại đây, và dẫn đến sự thay đổi về luật lệ sau này.
Bảy đĩa đơn đã được phát hành từ album. Đĩa đơn đầu tiên, "(Everything I Do) I Do It for You" được viết cho bộ phim Robin Hood: Prince of Thieves, đã trở thành bài hát trứ danh trong sự nghiệp của Adams. Nó đứng đầu các bảng xếp hạng ở 30 quốc gia, và đã bán được hơn 15 triệu bản trên toàn cầu, trở thành một trong những đĩa đơn bán chạy nhất mọi thời đại. Bài hát cũng nhận được đề cử giải Quả cầu vàng và Oscar cho Bài hát gốc xuất sắc nhất và chiến thắng một giải Grammy trên tổng số bốn đề cử. Những đĩa đơn tiếp tục cũng gặt hái một số thành công nhất định trên toàn cầu, trong đó đĩa đơn thứ hai "Can't Stop This Thing We Started" đã lọt vào top 10 ở nhiều thị trường lớn, và nhận được hai đề cử giải Grammy ở hạng mục Trình diễn Rock xuất sắc nhất và Bài hát Rock xuất sắc nhất. Để quảng bá cho Waking Up the Neighbours, Adams thực hiện chuyến lưu diễn Waking Up the World Tour kéo dài từ năm 1991 và 1993. Năm 2011, ông kỷ niệm 20 năm kể từ ngày phát hành album bằng chuyến lưu diễn Waking Up the Neighbours 20th Anniversary Tour, đi qua nhiều quốc gia ở châu Úc, châu Âu, Nam Mỹ và Canada trong ba năm.

## Danh sách bài hát
| STT | Nhan đề                                   | Sáng tác                              | Thời lượng |
| --- | ----------------------------------------- | ------------------------------------- | ---------- |
| 1.  | "Is Your Mama Gonna Miss Ya?"             | Adams, Lange                          | 4:41       |
| 2.  | "Hey Honey – I'm Packin' You In"          | Adams, Lange, Victoria Russell, Scott | 3:59       |
| 3.  | "Can't Stop This Thing We Started"        | Adams, Lange                          | 4:29       |
| 4.  | "Thought I'd Died and Gone to Heaven"     | Adams, Lange                          | 5:50       |
| 5.  | "Not Guilty"                              | Adams, Lange                          | 4:12       |
| 6.  | "Vanishing"                               | Adams, Lange                          | 5:03       |
| 7.  | "House Arrest"                            | Adams, Lange, Vallance                | 3:58       |
| 8.  | "Do I Have to Say the Words?"             | Adams, Lange, Vallance                | 6:11       |
| 9.  | "There Will Never Be Another Tonight"     | Adams, Lange, Vallance                | 4:40       |
| 10. | "All I Want Is You"                       | Adams, Lange                          | 5:20       |
| 11. | "Depend on Me"                            | Adams, Lange, Vallance                | 5:07       |
| 12. | "(Everything I Do) I Do It for You"       | Adams, Lange, Michael Kamen           | 6:34       |
| 13. | "If You Wanna Leave Me (Can I Come Too?)" | Adams, Lange                          | 4:43       |
| 14. | "Touch the Hand"                          | Adams, Lange                          | 4:05       |
| 15. | "Don't Drop That Bomb on Me"              | Adams, Lange                          | 6:00       |

## Xếp hạng
| Bảng xếp hạng (1991-92)             | Vị trí cao nhất |
| ----------------------------------- | --------------- |
| Album Úc (ARIA)                     | 1               |
| Album Áo (Ö3 Austria)               | 1               |
| Canada (RPM)                        | 1               |
| Canada (The Record)                 | 1               |
| Album Hà Lan (Album Top 100)        | 2               |
| Châu Âu (European Top 100 Albums)   | 1               |
| Phần Lan (Suomen virallinen lista)  | 1               |
| Pháp (SNEP)                         | 12              |
| Đức (Offizielle Top 100)            | 1               |
| Ý (FIMI)                            | 9               |
| Nhật Bản (Oricon)                   | 6               |
| Album New Zealand (RMNZ)            | 2               |
| Album Na Uy (VG-lista)              | 1               |
| Tây Ban Nha (PROMUSICAE)            | 5               |
| Album Thụy Điển (Sverigetopplistan) | 1               |
| Album Thụy Sĩ (Schweizer Hitparade) | 1               |
| Album Anh Quốc (OCC)                | 1               |
| Hoa Kỳ Billboard 200                | 6               |

| Bảng xếp hạng (1991)                         | Vị trí |
| -------------------------------------------- | ------ |
| Australian Albums (ARIA)                     | 23     |
| Austrian Albums (Ö3 Austria)                 | 25     |
| Canadian Albums (RPM)                        | 15     |
| Dutch Albums (MegaCharts)                    | 13     |
| Europe (European Top 100 Albums)             | 29     |
| French Albums (SNEP)                         | 34     |
| German Albums (Offizielle Top 100)           | 27     |
| Italian Albums (Hit Parade)                  | 19     |
| New Zealand (Recorded Music NZ)              | 32     |
| Norwegian Autumn Period Albums (VG-lista)    | 1      |
| Norwegian Christmas Period Albums (VG-lista) | 9      |
| UK Albums (OCC)                              | 12     |
| Bảng xếp hạng (1992)                         | Vị trí |
| Australian Albums (ARIA)                     | 41     |
| Europe (European Top 100 Albums)             | 19     |
| German Albums (Offizielle Top 100)           | 19     |
| New Zealand (Recorded Music NZ)              | 11     |
| Norwegian Winter Period Albums (VG-lista)    | 19     |
| Swiss Albums (Schweizer Hitparade)           | 17     |
| UK Albums (OCC)                              | 39     |
| US Billboard 200                             | 23     |

## Chứng nhận
| Quốc gia                                                                           | Chứng nhận  | Số đơn vị/doanh số chứng nhận |
| ---------------------------------------------------------------------------------- | ----------- | ----------------------------- |
| Úc (ARIA)                                                                          | 8× Bạch kim | 560.000^                      |
| Áo (IFPI Áo)                                                                       | Bạch kim    | 50.000*                       |
| Canada (Music Canada)                                                              | Kim cương   | 1.000.000^                    |
| Phần Lan (Musiikkituottajat)                                                       | Bạch kim    | 82,230                        |
| Pháp (SNEP)                                                                        | Vàng        | 100,000*                      |
| Đức (BVMI)                                                                         | Bạch kim    | 500.000^                      |
| Hà Lan (NVPI)                                                                      | Bạch kim    | 100.000^                      |
| New Zealand (RMNZ)                                                                 | Bạch kim    | 15.000^                       |
| Thụy Điển (GLF)                                                                    | Bạch kim    | 100.000^                      |
| Thụy Sĩ (IFPI)                                                                     | 4× Bạch kim | 200.000^                      |
| Anh Quốc (BPI)                                                                     | 3× Bạch kim | 900.000^                      |
| Hoa Kỳ (RIAA)                                                                      | 4× Bạch kim | 4.000.000^                    |
| * Chứng nhận dựa theo doanh số tiêu thụ. ^ Chứng nhận dựa theo doanh số nhập hàng. |             |                               |